# Ala Al-Sasi
Ala Al-Sasi (2 juli 1987) is een Jemenitisch voetballer die bij voorkeur als middenvelder speelt. In 2012 verruilde hij Al-Hilal voor Al-Ahli Sana'a. In 2007 debuteerde hij in het Jemenitisch voetbalelftal.

## Interlandcarrière
Op 12 maart 2015 maakte Al-Sasi het derde  doelpunt voor Jemen in de WK-kwalificatiewedstrijd tegen Pakistan. Dit betekende het zevende officiële doelpunt dat Al-Sasi voor zijn land maakte.